# 光熙洞
光熙洞（：／ Gwanghui dong */?），是位于韩国首尔中区的一个行政洞，位于中区北部。

## 概況
光熙洞為李氏朝鮮時期的漢城府五部52坊的南部區域，本洞東面與新堂洞、南面與獎忠洞和筆洞、西面與乙支路洞相接。

## 歷史
- 1914年，光熙洞改稱光熙町，並分為光熙町1町目町會和光熙町2町目町會。
- 1946年10月，改為現在名稱，並分為光熙洞1街洞和光熙洞2街洞，之後又改為光熙洞1街和光熙洞2街。
- 1947年，將乙支路6街和乙支路7街劃入本洞管轄。
- 1955年4月18日，將光熙洞1街和光熙洞2街再次改為光熙洞1街洞和光熙洞2街洞，並分別成立管理處[2]。
- 1970年5月18日，升級為行政洞，光熙洞1街洞和光熙洞2街洞再度又改為光熙洞1街和光熙洞2街。此外，因區域內人口減少，將雙林洞劃入本洞管轄[3]。
- 1975年10月1日，將轄區內乙支路5街洞劃出至乙支路洞，將乙支路6街和乙支路7街劃入本洞管轄。
- 1998年9月14日，將忠武路4街洞和忠武路5街洞劃入至本洞，並改名為忠武路4街和忠武路5街。此外並將藝館洞、五壯洞和仁峴洞2街劃入本洞管轄[4]。

## 下轄法定洞
- 光熙洞1街
- 光熙洞2街
- 藝館洞
- 雙林洞
- 五壯洞
- 忠武路4街
- 忠武路5街
- 乙支路6街
- 乙支路7街
- 仁峴洞2街[5]

## 交通
- 忠武路站
- 东大门历史文化公园站

## 商業
- 統一市場
- 中部市場
- 東化市場
- 和平市場

## 建築
- 德壽中學

## 景點
- 光熙門
- 李舜臣出生地